# علاج بالحرارة
العلاج بالحرارة أو العلاج بفرط الحرارة هو نمط من المعالجات الطبية تُعرَّض أنسجة الجسم فيه إلى درجات حرارة مرتفعة في محاولة لمعالجة داء لايم والسرطان.
يستخدم فرط الحرارة درجات حرارة أعلى من الإنفاذ الحراري، وهو تسخين عميق لأنسجة الجسم من أجل الاسترخاء أو العلاج الفيزيائي. لا تكون التقنيات التي تعرّض الأنسجة موضعيًا لدرجات حرارة مرتفعة، مثل الاستئصال الراديوي، مندرجة عادة تحت «فرط الحرارة». تُسمى عند دمجها مع العلاج الشعاعي المداواة بالأشعة الحرارية.

## تعريفه
يُعرف فرط الحرارة بأنه ارتفاع درجات حرارة الجسم فوق مستواها الطبيعي. لا يوجد إجماع حول درجة الحرارة الهدف الأكثر أمانًا أو فعالية لكل الجسم. تصل حرارة الجسم خلال المعالجة إلى مستويات بين 39.5 و40.5 درجة مئوية (103.1 و104.9 فهرنهايت). على أي حال، يعرّف باحثون آخرون فرط الحرارة بأنه بين 41.8-42 درجة مئوية (107.2-107.6 فهرنهايت) (أوروبا والولايات المتحدة الأميركية) إلى ما يقارب 43-44 درجة مئوية (109-111 فهرنهايت) (اليابان وروسيا).

### أنواعه
- يسخّن فرط الحرارة الموضعي منطقة صغيرة جدًا، ويُستخدم إجمالًا في السرطان بالقرب من الجلد أو فوقه أو قرب الفتحات الطبيعية في الجسم (مثل الفم).[5] يهدف في بعض الحالات إلى القضاء على الورم من خلال تسخينه، بدون إلحاق الضرر بأي شيء سواه. يمكن توليد الأشعة بالموجات الميكروية، أو بالترددات الراديوية، أو طاقة الأمواج فوق الصوتية، أو باستخدام فرط الحرارة المغناطيسي (يُسمى أيضًا فرط حرارة السائل المغناطيسي).[6][7][8] تبعًا لموقع الورم، يمكن تطبيق الحرارة على سطح الجسم، أو داخل أجواف الجسم الطبيعية، أو عميقًا في الأنسجة من خلال استخدام إبرة أو مسبار.[9] يُعد الاستئصال الراديوي النوع الوحيد الشائع استخدامه نسبيًا للأورام الصغيرة. يسهل تطبيقه عندما يكون الورم على الجزء السطحي من الجسم، ويُسمى فرط الحرارة السطحي، أو عندما تُدخل الإبرة أو المسبار مباشرةً نحو الورم، ويُسمى فرط الحرارة الخلالي.
- يسخّن فرط الحرارة الناحي جزءًا أكبر من الجسم، مثل طرف أو عضو كامل. يهدف عادةً إلى إضعاف الخلايا السرطانية، فتزداد احتمالية القضاء عليها عند تطبيق أدوية العلاج الكيميائي والإشعاعي. يمكن أن يستخدم نفس تقنيات المعالجة بفرط الحرارة الموضعية، أو أن يعتمد على التروية الدموية. في التروية الدموية، يُستخرج دم المريض من جسمه ويُسخّن، ثم يُعاد إلى الأوعية الدموية التي تذهب مباشرة إلى الجزء المستهدف في الجسم. تُضخ عادة أدوية العلاج الكيميائي في نفس الوقت. النمط الاختصاصي الوحيد هو الإرواء الصفاقي المستمر مفرط الحرارة، والذي يُستخدم لمعالجة السرطانات الصعبة ضمن جوف الصفاق (البطن)، متضمنةً ورم المتوسطة (الميزوثليوما) الصفاقي وسرطان المعدة. تُضخ أدوية العلاج الكيميائي الساخنة مباشرةً إلى جوف الصفاق للقضاء على الخلايا السرطانية.[9]
- يرفع فرط حرارة الجسم كاملًا درجاتِ حرارة كامل الجسم لما يقارب 39 حتى 43 درجة مئوية (102 حتى 109 فهرنهايت)، ويحبّذ البعض رفعه إلى درجات أعلى من هذه. يُستخدم إجمالًا في السرطان الانبثاثي/النقائلي (وهو السرطان المنتشر إلى أجزاء عديدة من الجسم). تتضمن التقنيات قببًا من الأشعة تحت الحمراء مفرطة الحرارة والتي تشمل كامل الجسم أو الجسم باستثناء الرأس، من خلال وضع المريض في غرفة أو قاعة ساخنة جدًا، أو بلف المريض ببطانية مبللة وساخنة أو بدلة أنابيب مياه.

## العلاج
تستخدم عيادة سانت جورج لفرط الحرارة هذه التقنية للقضاء على جرثومة داء لايم التي تنتشر في كامل أنحاء الجسم. يُسخن الجسم كاملًا بما في ذلك الدم لما يقارب الساعتين.
يُفترض أنه هنالك دور لفرط الحرارة في تقليص حجم السرطان، وما زالت الأبحاث مستمرة حول هذا الأمر.
يعد العلاج بفرط الحرارة الموضعي طريقة مثبتة لعلاج السرطان مع مبدأ أساسي بسيط: إذا أمكن الحفاظ على رفع الحرارة إلى 104 فهرنهايت لساعة واحدة ضمن الورم السرطاني، فسوف تتخرب الخلايا السرطانية.
تختلف خطة العلاح بين مراكز الدراسة. بعد القيام بالتسخين، تطور الخلايا مقاومة للحرارة، والتي تدوم لنحو ثلاثة أيام وتنقص من احتمال القضاء عليهم بالتأثيرات المباشرة للحرارة. يقترح البعض أسبوعين كحد أقصى لخطة العلاج. عالج باحثون يابانيون الناس عن طريق «أشواط» تصل إلى أربع مرات في الأسبوع الواحد. يمكن تحقيق حساسية للأشعة مع فرط الحرارة، ويمكن لاستخدام الحرارة مع كل علاج بالأشعة أن يحفز خطة العلاج. تحافظ المعالجات بفرط الحرارة المتوسطة عادةً على درجة حرارتها لما يقارب الساعة تقريبًا.

## التأثيرات السلبية
قد يؤدي التطبيق الخارجي للحرارة إلى حروق سطحية. يختلف الضرر الملحق بأنسجة العضو المستهدفة في العلاج الناحي حسب النسيج المعرض للحرارة (فعلى سبيل المثال، قد تؤدي معالجة الدماغ مباشرة إلى إصابة الدماغ، وأيضًا قد تتسبب المعالجة المباشرة لنسيج الرئة بمشاكل رئوية)، وقد يتسبب فرط حرارة كامل الجسم بتورّمات، وجلطات دموية، ونزوف. قد تحدث صدمة جهازية كنتيجةٍ، ولكنها تعتمد كثيرًا على اختلاف الطريقة التي تُطبق المعالجة بها. قد تتسبب أيضًا بسمية قلبية وعائية. تترافق كل التقنيات عادةً مع العلاج الكيميائي أو الإشعاعي، ما يشوش على كمية السمية الناتجة عن تلك العلاجات مقابل ارتفاع الحرارة المطبق.

## التقنيات المستخدمة